# Barumini
Barumini – miejscowość i gmina we Włoszech, w regionie Sardynia, w prowincji Sud Sardegna. Graniczy z Escolca, Gergei, Gesturi, Las Plassas, Tuili i Villanovafranca.
Według danych na rok 2021 gminę zamieszkiwało 1200 osób, 45,46 os./km².

## Zabytki

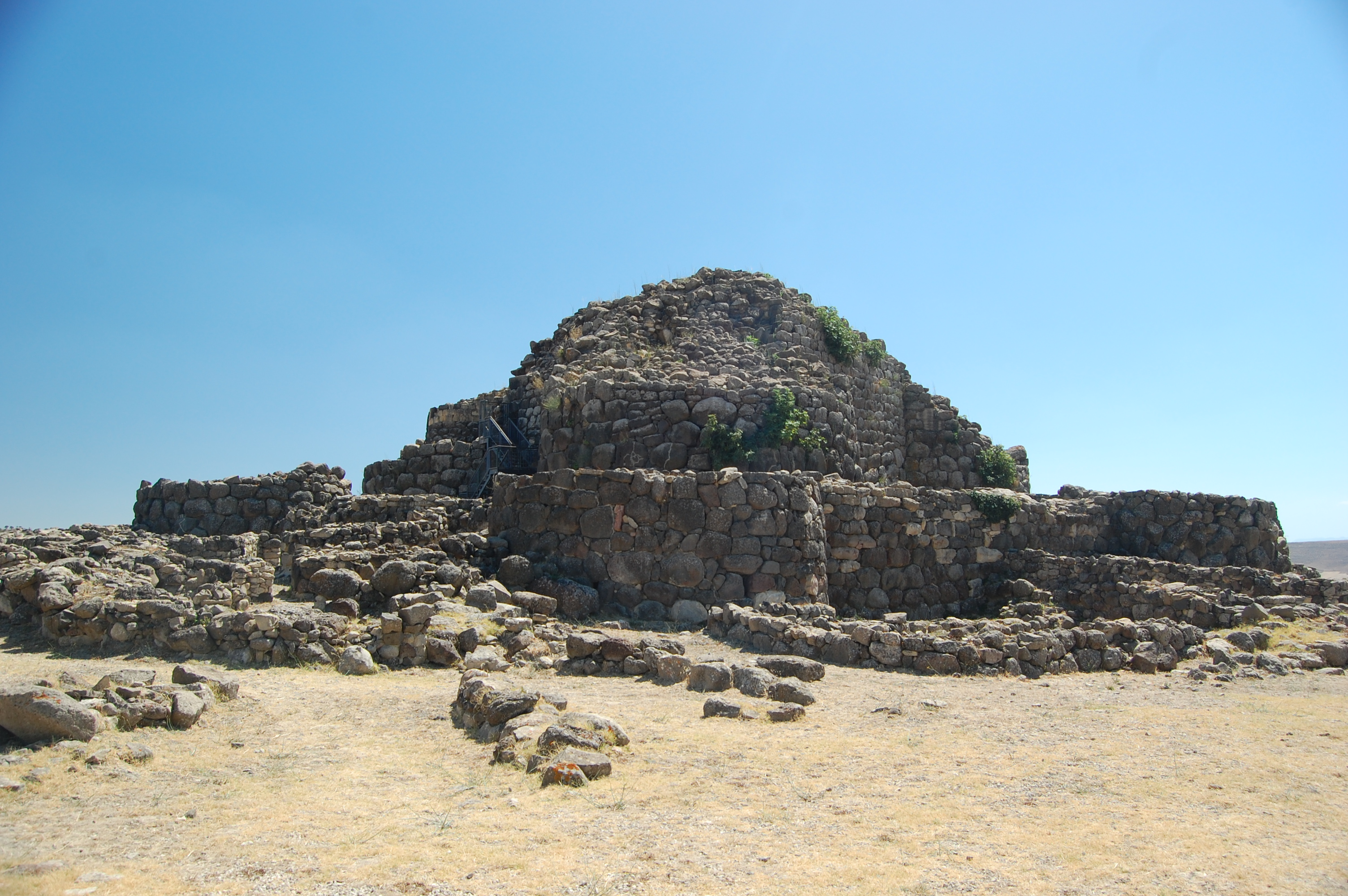
Su Nuraxi

W pobliżu miejscowości (500 metrów na zachód) znajduje się jedna z najlepiej zachowanych nuragów (kamiennych wież) na Sardynii – Su Nuraxi – wpisane w 1997 roku na listę światowego dziedzictwa UNESCO. Kompleks składa się z masywnej nuragi (prawdopodobnie 20-metrowej) z przyległymi 4 mniejszymi wieżami dodatkowo otoczonym murem zewnętrznym z 7 basztami. Dookoła znajdują się pozostałości zabudowań przylegającej wioski. Kompleks zbudowany był pomiędzy XII a XI wiekiem p.n.e. największy rozkwit osiągnął w VIII wieku p.n.e.